# Erich Wetzl
Erich Wetzl (* 20. Juli 1937 in Langenau, Okres Kadaň; † 4. Dezember 2021) war ein Diplomat der DDR und der letzte Botschafter der DDR im Königreich Schweden.

## Leben
Wetzl wurde als Sohn einer Kleinbauernfamilie in Böhmen geboren und wuchs nach der Vertreibung der Deutschen aus der Tschechoslowakei zuerst in Darlingerode und später in Wernigerode auf, wo er auch die Hochschulreife erlangte. Nach dem Studium der Politikwissenschaften an der Deutschen Akademie für Staats- und Rechtswissenschaft in Potsdam arbeitete er ab Dezember 1959 beim Außenministerium der DDR. Von 1961 bis 1963 war er in der Botschaft der DDR in der Volksrepublik China tätig, danach bis 1972 an der Handelsvertretung der DDR in Kopenhagen. Nach einer 15-jährigen Tätigkeit in der Abteilung Internationale Verbindungen beim ZK der SED wurde er 1988 zum Botschafter in Schweden ernannt. Am 10. März 1988 überreichte er König Carl XVI. Gustaf sein Beglaubigungsschreiben. Diesen Posten übte er bis zur Deutschen Wiedervereinigung am 3. Oktober 1990 aus. Von 1995 bis 2007 war er als Mitglied der PDS-Fraktion Bezirksverordneter in der Bezirksverordnetenversammlung von Berlin-Prenzlauer Berg, später in der Bezirksverordnetenversammlung von Berlin-Pankow sowie im Verband für Internationale Politik und Völkerrecht e.V. aktiv. Wetzl war ab 2012 Vorsitzender der Deutsch-Schwedischen Gesellschaft Berlin e.V. Wetzl lebte als Rentner in Berlin.

## Publikationen
- Vom Bauernsohn zum Botschafter. Verband für Internationale Politik und Völkerrecht e.V, Berlin 2008